# Ліпова (комуна)
Ліпова (рум. Lipova) — комуна у повіті Бакеу в Румунії. До складу комуни входять такі села (дані про населення за 2002 рік):
- Валя-Каселор (407 осіб)
- Валя-Мерулуй (53 особи)
- Валя-Мошнягулуй (29 осіб)
- Валя-Ходжей (315 осіб)
- Ліпова (708 осіб)
- Милосу (919 осіб)
- Сату-Ноу (519 осіб)

Комуна розташована на відстані 268 км на північ від Бухареста, 28 км на північний схід від Бакеу, 55 км на південний захід від Ясс.

## Населення
За даними перепису населення 2002 року у комуні проживали 2950 осіб, усі — румуни. Усі жителі комуни рідною мовою назвали румунську.
Склад населення комуни за віросповіданням:
| Релігія            | Кількість осіб | Відсоток |
| ------------------ | -------------- | -------- |
| православні        | 2890           | 98,0%    |
| лютерани           | 16             | 0,5%     |
| старообрядці       | 14             | 0,5%     |
| п'ятдесятники      | 12             | 0,4%     |
| римо-католики      | 6              | 0,2%     |
| бретрени           | 1              | < 0,1%   |
| не вказали релігію | 8              | 0,3%     |